# Cəlilli
Cəlilli è un comune dell'Azerbaigian situato nel distretto di Tovuz. Conta una popolazione di 1 830 abitanti.